# Bourg-Saint-Pierre
Bourg-Saint-Pierre est une commune suisse du canton du Valais, située dans le district d'Entremont. Le col du Grand-Saint-Bernard et l'hospice homonyme se trouvent sur le territoire de la commune.

## Géographie
Le territoire de Bourg-Saint-Pierre s'étend sur 90,09 km2. Lors du relevé de 2013-2018, les surfaces d'habitations et d'infrastructures représentaient 0,8 % de sa superficie, les surfaces agricoles 26,0 %, les surfaces boisées 7,9 % et les surfaces improductives 65,3 %.
La commune se situe à la frontière italo-suisse. Il comprend l'hospice du Grand-Saint-Bernard et le hameau d'Allèves.

## Toponymie
L'ancien nom allemand de la commune est Sankt Petersburg.

## Histoire
En mai 1800, Bourg-Saint-Pierre a servi de quartier général à l'Armée française de réserve pour la campagne d'Italie, commandée par le premier consul Napoléon Bonaparte et le général Louis-Alexandre Berthier avec leurs 46 292 hommes, lors du passage du col du Grand-Saint-Bernard. Les troupes françaises ayant procédé à d'importantes réquisitions de matériel et de services, comme dans d'autres régions du Valais, les autorités communales ont toujours prétendu n'avoir reçu aucun denier en compensation.
Selon le journal Le Confédéré, dans l'article traitant de la nouvelle liaison en CarPostal Martigny-Aoste, daté du 3 juillet 1953, Napoléon Bonaparte aurait laissé le message suivant au président Max : « J'ai reçu, citoyen, votre lettre du 20 may. Je suis très satisfait du zèle qu'ont montré tous les habitants de Saint-Pierre et des services qu'ils nous ont rendus. Faites faire une estimation des dommages qu'aurait causés le passage de l'armée et je vous indemniserai de tout. Ceci n'est que justice et je désire de plus pouvoir faire quelque chose d'avantageux à votre commune. » Et le Confédéré de préciser dans son article à travers la plume de Victor Dupuis, « Mais l'original repose aux archives de Bourg-Saint-Pierre comme document d'une promesse qui n'a jamais été tenue. Ce qui est bien dans la tradition classique de tous les conquérants militaires ! ».
C'est donc en 1984 que le président de la République française, François Mitterrand, fait don à la commune d'un médaillon de 80 centimètres de diamètre représentant le passage du col par Napoléon Bonaparte afin de clore symboliquement ce contentieux,.

## Politique
La commune est dirigée par un Conseil communal de 5 membres. Depuis les élections communales valaisannes de 2008, le Conseil est uniquement composé du PRD/PLR et les élections sont tacites car seul ce parti dépose une liste. Le président de la commune, Gilbert Tornare (PRD/PLR), est en poste depuis 1993[réf. souhaitée].
Les électeurs de la commune ont souvent beaucoup voté pour le PLR (anciennement pour le PRD), lors des élections fédérales (en 2015, 53 % des électeurs de la commune ont voté pour ce parti), et locales (les présidents de commune ont aussi souvent été rattachés au PLR/PRD). La commune est  souvent considérée comme un « fief électoral » de ce parti.
Le 13 octobre 2024, les habitants peuvent à nouveau choisir leurs autorités après 20 ans d’élections tacites, une première depuis 2004. Deux nouveaux partis se lancent dans la course : Avenir Bordillon et l'UDC. Sept candidats, sur trois listes différentes, briguent les cinq sièges en jeu. Finalement, le PRD/PLR garde une majorité à l'exécutif avec trois sièges et Avenir Bordillon décroche deux sièges.

## Population et société

### Gentilé et surnom
Les habitants de la commune se nomment les Bordillons ou Bordïons.
Ils sont surnommés les Rofatieux (li Rofatieu du Bô en patois valaisan), soit ceux qui farfouillent et vont partout.

### Démographie

#### Évolution de la population
La commune compte 215 habitants au 31 décembre 2023 pour une densité de population de 2 hab/km2. Sur la période 2010-2023, sa population a augmenté de 21,5 % (canton : 17,0 % ; Suisse : 9,4 %).  

#### Pyramide des âges
En 2023, le taux de personnes de moins de 30 ans s'élève à 23,4 %, au-dessous de la valeur cantonale (31 %). Le taux de personnes de plus de 60 ans est quant à lui de 41,9 %, alors qu'il est de 27,5 % au niveau cantonal.
La même année, la commune compte 111 hommes pour 104 femmes, soit un taux de 51,6 % d'hommes, supérieur à celui du canton (49,9 %).
| Hommes | Classe d’âge | Femmes |
| ------ | ------------ | ------ |
| 0,9    | 90 ans ou +  | 1,0    |
| 10,8   | 75 à 89 ans  | 16,3   |
| 29,7   | 60 à 74 ans  | 25,0   |
| 18,9   | 45 à 59 ans  | 18,3   |
| 18,9   | 30 à 44 ans  | 13,5   |
| 15,3   | 15 à 29 ans  | 12,5   |
| 5,4    | - de 14 ans  | 13,5   |

| Hommes | Classe d’âge | Femmes |
| ------ | ------------ | ------ |
| 0,6    | 90 ans ou +  | 1,3    |
| 8,0    | 75 à 89 ans  | 10,1   |
| 17,1   | 60 à 74 ans  | 17,9   |
| 21,0   | 45 à 59 ans  | 20,7   |
| 21,3   | 30 à 44 ans  | 20,1   |
| 17,3   | 15 à 29 ans  | 16,0   |
| 14,7   | - de 14 ans  | 14,0   |

### Ancien domaine skiable
La commune de Bourg-St-Pierre abritait une station de ski, Super Saint-Bernard, située au niveau du portail nord du Tunnel du Grand-Saint-Bernard et composée d'un téléski et d'un télécabine qui rejoignait le Col Nord de Menouve (2 775 m). Il desservait des pistes rouges et noires, ainsi qu'un itinéraire balisé rejoignant la station italienne d'Étroubles. La station a fermé ses portes à l'issue de l'hiver 2009-2010. En 2017, un projet de refuge dans l'ancienne gare d'arrivée du télécabine est à l'étude,.
Un téléski d'une longueur de 400 m est encore en service à Notre-Dame-de-Lorette, en aval du village de Bourg-St-Pierre[réf. nécessaire].

## Culture et patrimoine

### Patrimoine bâti
- Église Saint-Pierre.
- Borne Milliaire édifiée sous Constantin Ier, à côté de l'église Saint-Pierre, qui indiquait le 24e mille depuis Martigny. Entre Martigny et le col du Grand-Saint-Bernard, anciennement Mont-Joux, il y avait une distance de 25 milles[21].

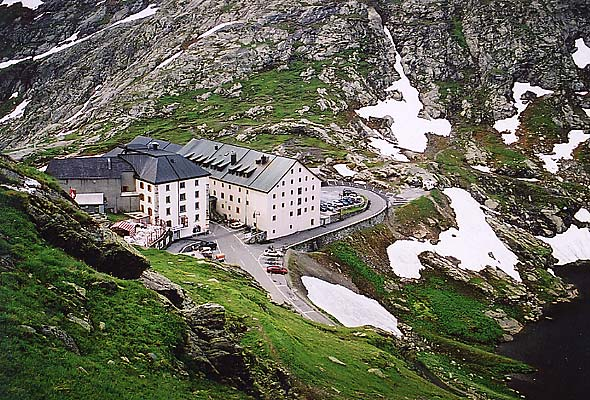
L'hospice du Grand-Saint-Bernard.
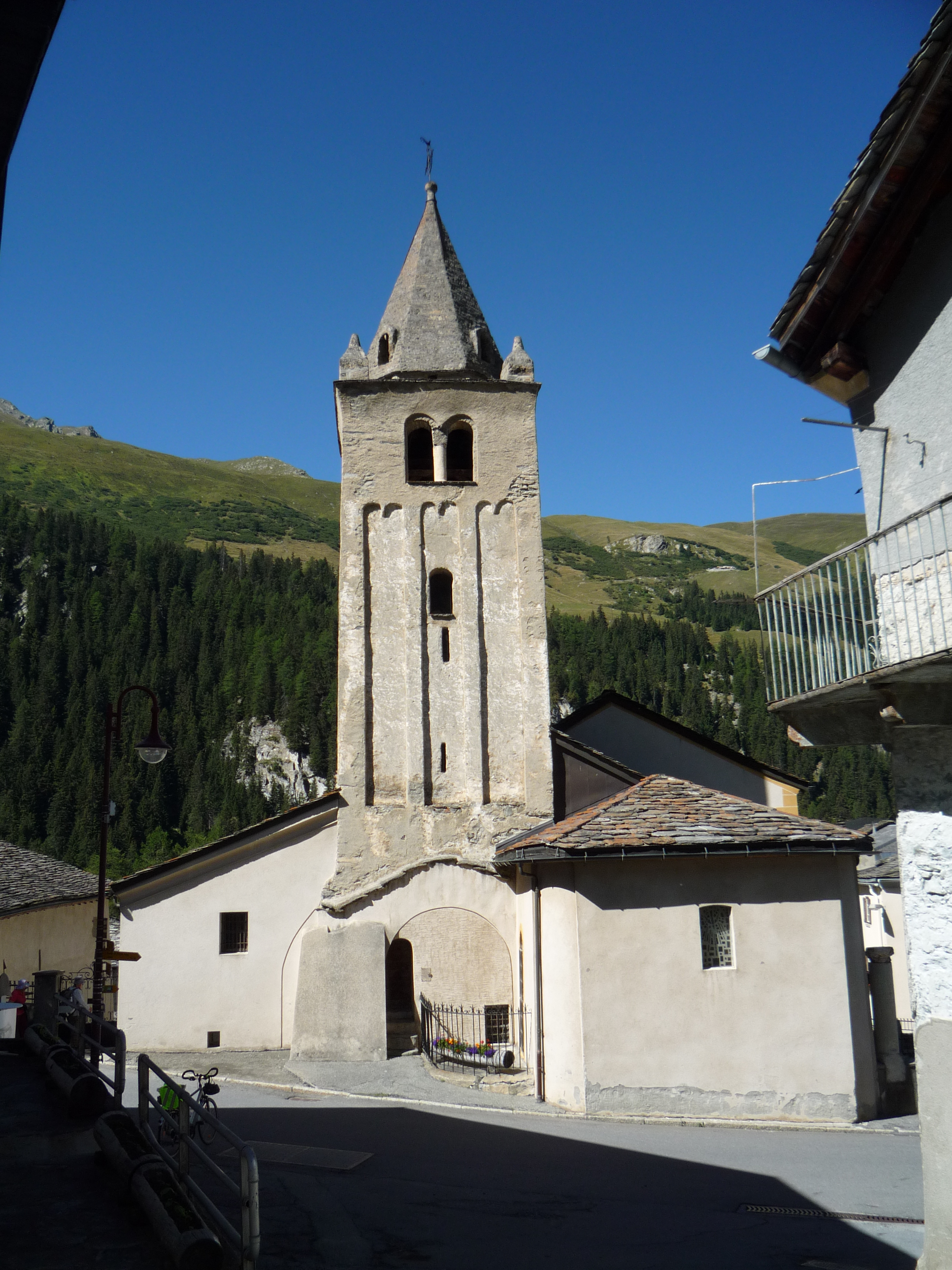
Église Saint-Pierre.
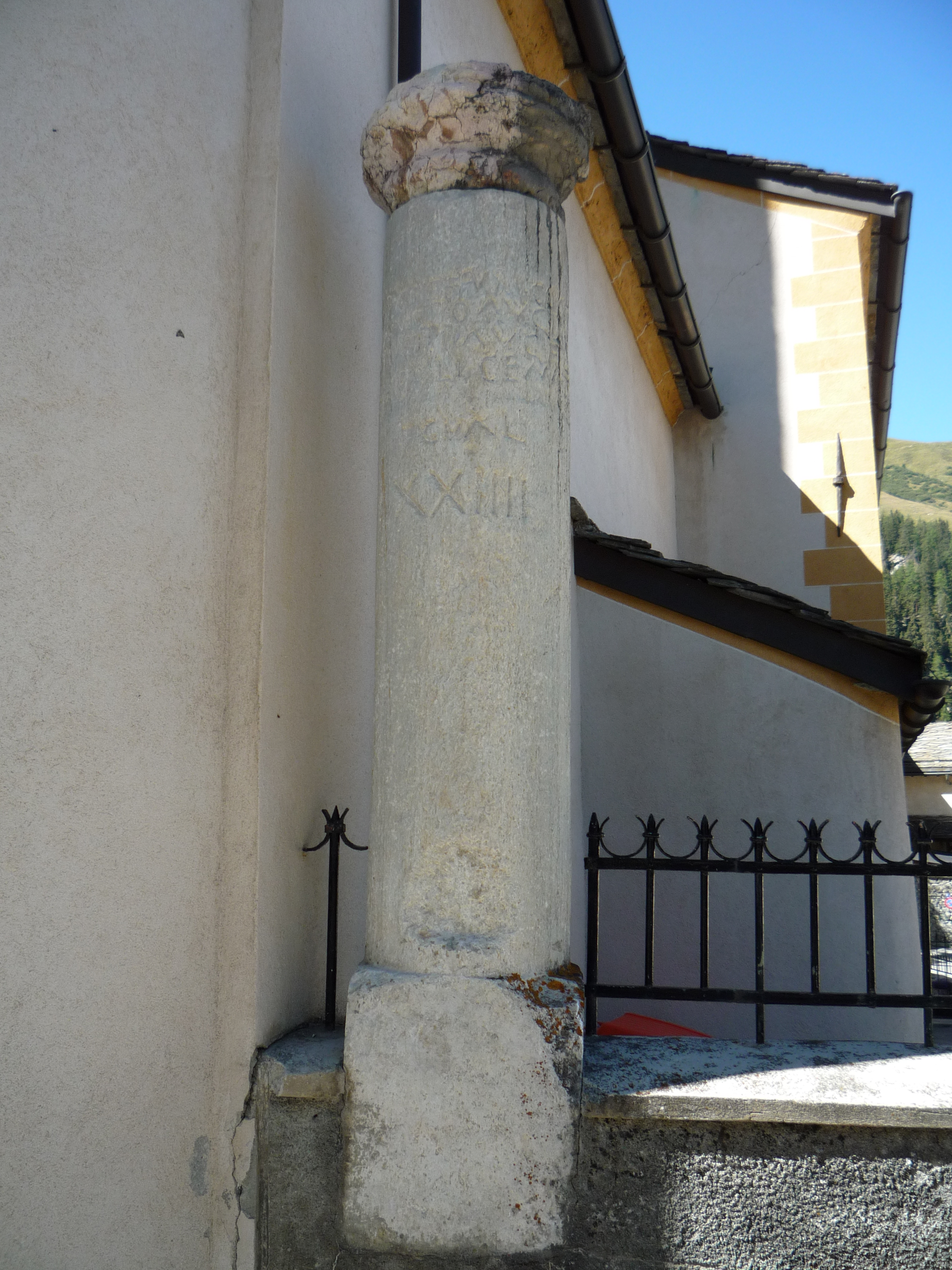
Borne Milliaire édifiée sous Constantin Ier à côté de l'église Saint-Pierre.
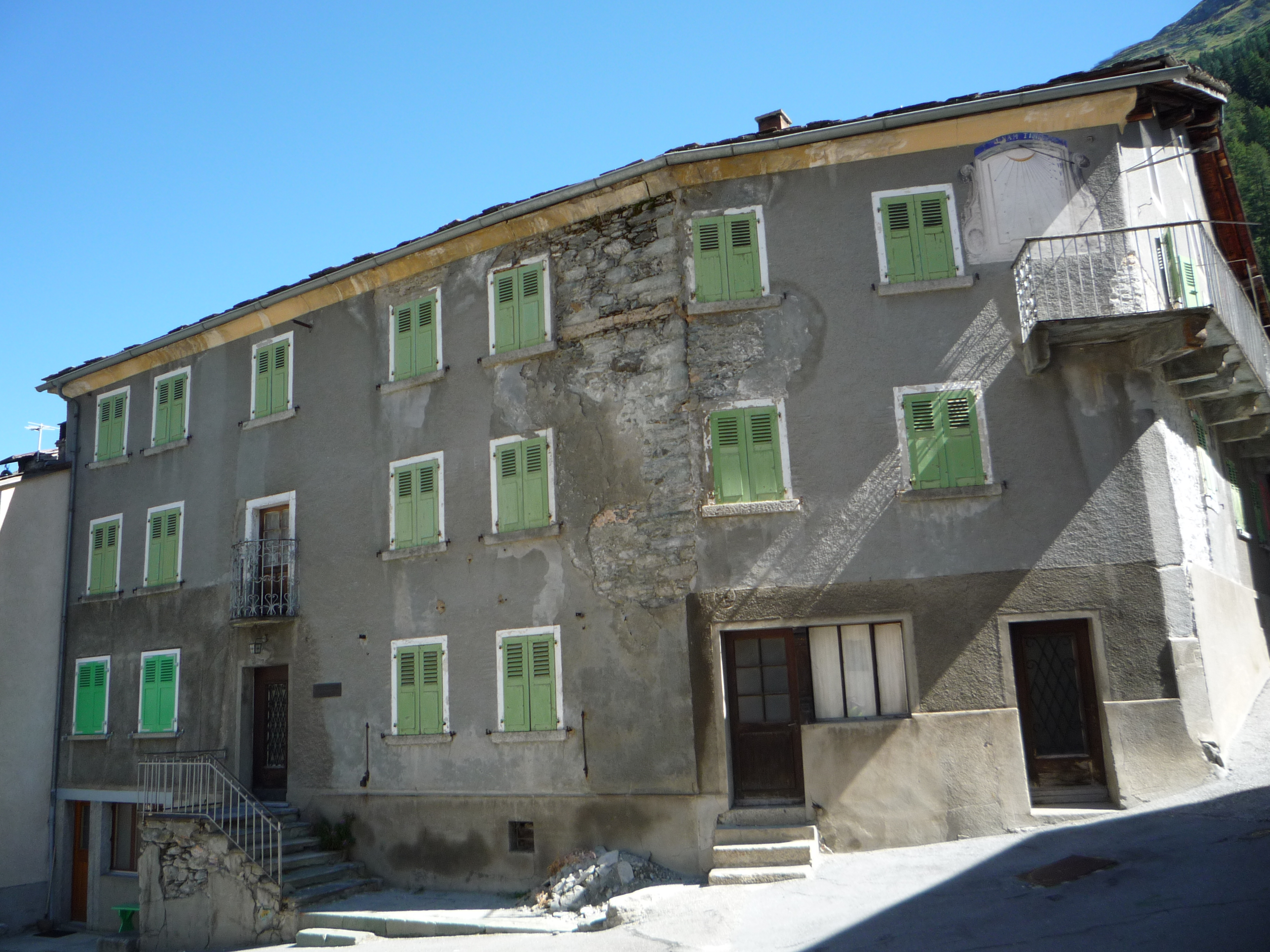
Ancien hôtel où Napoléon Bonaparte logea le 20 mai 1800.
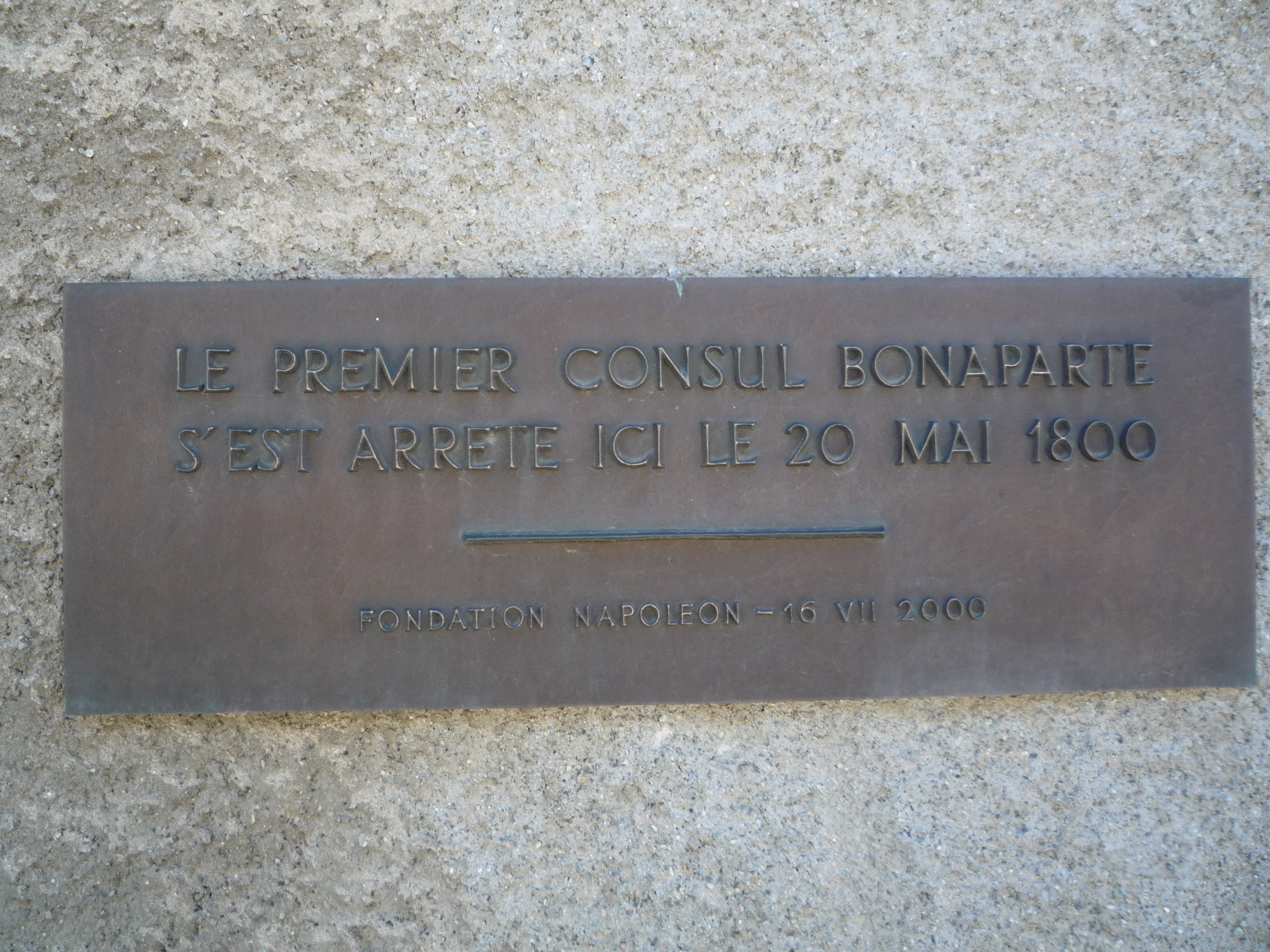
Plaque commémorative mentionnant le passage de Napoléon Bonaparte apposée sur l'ancien hôtel.
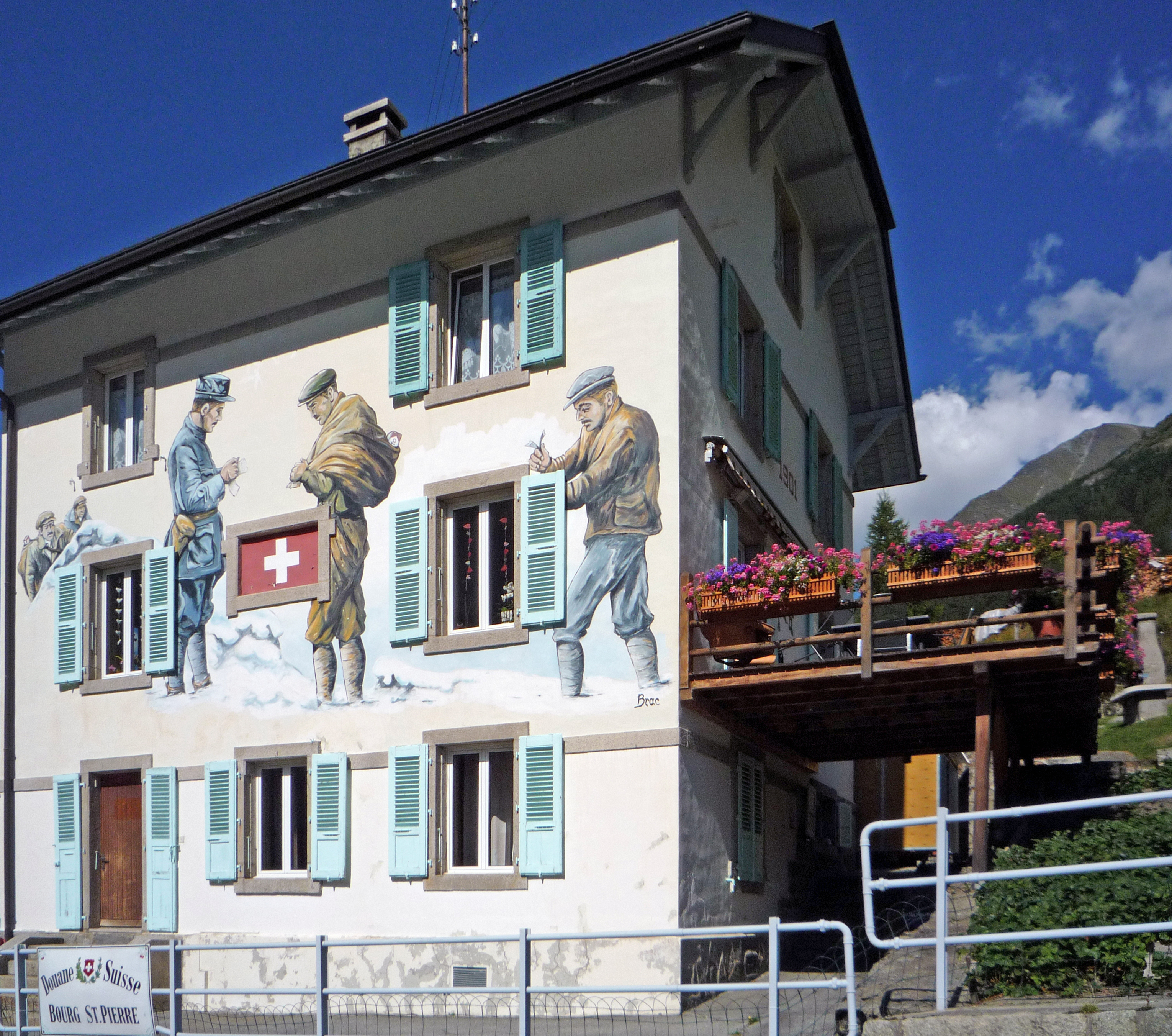
Maison de la douane avec illustration d'un douanier contrôlant des contrebandiers de cigarettes.
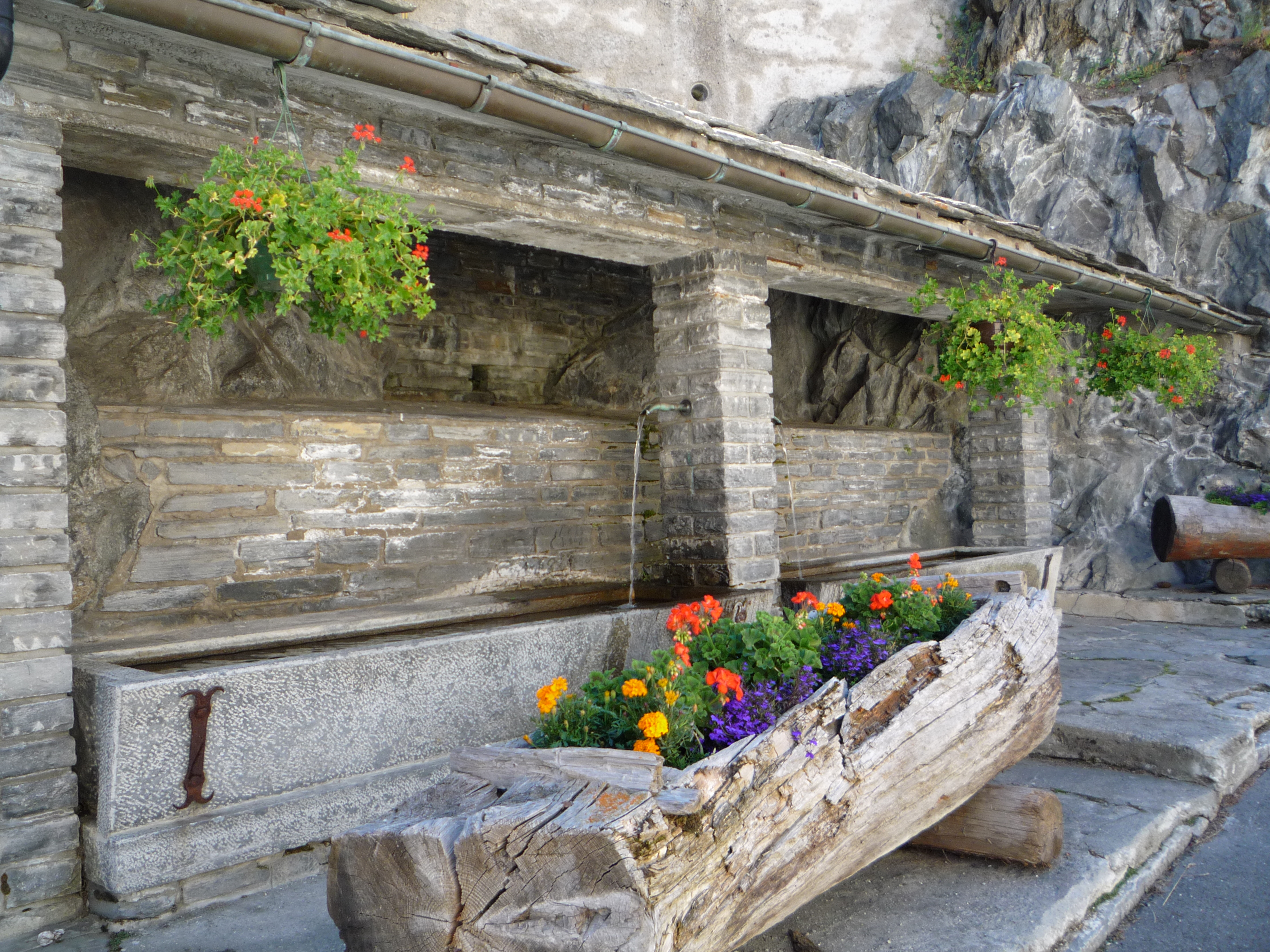
Fontaine en face de l'église Saint-Pierre.

### Étape de pèlerinage
Bourg-Saint-Pierre est une des étapes de la Via Francigena, chemin de pèlerinage menant à Rome. Elle est mentionnée à ce titre par Sigéric de Cantorbéry, en 990, avec la mention XLIX Petrecastel. (numéro d'étape en partant de Rome). Elle est également mentionnée dans le Leiðarvísir og borgarskipan itinéraire vers Rome et Jérusalem parcouru et décrit par Nikulás de Munkaþverá vers 1152-1153.

### Héraldique
| Blason | Blasonnement : « D'azur à deux clefs d'or croisées en sautoir. » |

Bourg-Saint-Pierre possède ses propres armes depuis au moins 1574. Les armes de Bourg-Saint-Pierre figurent dans celles de la commune d'Étoy afin de rappeler qu'au Xe siècle l'abbaye de Saint-Pierre y possédait une terre. Celle-ci est ensuite devenu un prieuré.